# Сельское поселение Прималкинское
Се́льское поселе́ние Прима́лкинское — муниципальное образование в Прохладненском районе Кабардино-Балкарской Республики.
Административный центр — село Прималкинское.

## География
Муниципальное образование расположено в южной части Прохладненского района. В состав сельского поселения входят 5 населённых пунктов.
Площадь территории сельского поселения составляет — 52,12 км2. Из них на сельскохозяйственные угодья приходятся 46,71 км2 (89,62 %).
Граничит с землями муниципальных образований: Ново-Полтавское на юге, Алтуд на западе, Янтарное и Учебное на северо-западе и с городским округом Прохладный на севере.
Сельское поселение расположено на наклонной Кабардинской равнине, в равнинной зоне республики. Средние высоты на его территории составляют 215 метров над уровнем моря. Рельеф местности представляет собой волнистые предгорные равнины, с малыми бугристыми и курганными возвышенностями. Долина реки Малка изрезана и вдоль неё тянуться кряжи. Восточная окраина муниципального образования занята Прималкинским лесом. Здесь же расположен памятник природы республики — «Подкова».
Сельское поселение расположено в междуречье рек Малка и Баксанёнок. Кроме рек, гидрографическая сеть на территории муниципального образования представлена озёрами — Матвеевское и Комсомольское, а также различными прудами используемые для орошения полей.
Климат влажный умеренный, с тёплым летом и прохладной зимой. Средняя температура воздуха в июле достигает +23,0°С. Средняя температура января составляет около -2,0°С. Морозы непродолжительные, а минимальные температуры редко снижаются ниже −10…-15°С. Среднегодовое количество осадков составляет около 600 мм. Основные ветры восточные и северо-западные.

## История
Прималкинский народный сельский совет был образован в 1921 году. В его состав были включены 7 хуторов — Ново-Покровка, Комаровка, Прималка (Плахтянка), Петровский, Новотроицкий, Матвеевский и Ново-Вознесеновский.
В 1940 году хутора Комаровка и Петровский фактически слившиеся с селом Прималкинское были упразднены и включены в его состав.
До 1946 года входил в Прималкинский район, а затем передан в состав Прохладненского района.
На основании постановления №5 главы администрации Прохладненского района от 25.04.1992 года Прималкинский сельсовет был реорганизован и преобразован в Прималкинскую сельскую администрацию.
Муниципальное образование Прималкинское наделено статусом сельского поселения Законом Кабардино-Балкарской Республики от 27.02.2005 №13-РЗ «О статусе и границах муниципальных образований в Кабардино-Балкарской Республике».

## Население
| 2002  | 2010  | 2012  | 2013  | 2014  | 2015  | 2016  |
| ----- | ----- | ----- | ----- | ----- | ----- | ----- |
| 6439  | ↘6339 | ↘6322 | ↗6344 | ↘6319 | ↗6329 | ↗6345 |
| 2017  | 2018  | 2019  | 2020  | 2021  | 2023  | 2024  |
| ↘6301 | ↗6360 | ↗6428 | ↗6510 | ↗7805 | ↗7903 | ↗7977 |
| 2025  |       |       |       |       |       |       |
| ↗8047 |       |       |       |       |       |       |

Процент от населения района — 15.96 %.
Плотность — 154.39 чел./км2.

### Национальный состав
По данным Всероссийской переписи населения 2010 года:
| Народ      | Численность, чел. | Доля от всего населения, % |
| ---------- | ----------------- | -------------------------- |
| русские    | 5 185             | 81,8 %                     |
| турки      | 401               | 6,3 %                      |
| украинцы   | 156               | 2,5 %                      |
| армяне     | 143               | 2,3 %                      |
| кабардинцы | 68                | 1,1 %                      |
| другие     | 386               | 6,1 %                      |
| всего      | 6 339             | 100 %                      |

По данным Всероссийской переписи населения 2021 года:
| Народ               | Численность, чел. | Доля от всего населения, % |
| ------------------- | ----------------- | -------------------------- |
| русские             | 6 175             | 79,12 %                    |
| турки               | 662               | 8,48 %                     |
| кабардинцы          | 276               | 3,54 %                     |
| армяне              | 156               | 2,00 %                     |
| другие / не указано | 536               | 6,86 %                     |
| всего               | 7 805             | 100,0 %                    |

## Состав поселения
| № | Населённый пункт  | Тип населённого пункта       | Население | Доля от населения (%) |
| - | ----------------- | ---------------------------- | --------- | --------------------- |
| 1 | Матвеевский       | хутор                        | ↗284      | 3,9 %                 |
| 2 | Ново-Вознесенский | хутор                        | ↗223      | 2,6 %                 |
| 3 | Ново-Покровский   | хутор                        | ↗1426     | 17,4 %                |
| 4 | Ново-Троицкий     | хутор                        | ↗208      | 3,0 %                 |
| 5 | Прималкинское     | село, административный центр | ↗5664     | 73,1 %                |

## Местное самоуправление
Администрация сельского поселения Прималкинское — село Прималкинское, ул. Зелёная, 204.
Структуру органов местного самоуправления сельского поселения составляют:
- Исполнительно-распорядительный орган — Местная администрация сельского поселения Прималкинское. Состоит из 8 человек.
  - Глава администрации сельского поселения — Моисеева Анна Михайловна.
- Представительный орган — Совет местного самоуправления сельского поселения Прималкинское. Состоит из 17 депутатов, избираемых на 10 лет.
  - Председатель Совета местного самоуправления сельского поселения — Моисеева Анна Михайловна.

## Культура
На территории сельского поселения функционирует учреждение культуры — «Районный центр культуры Терского казачества».

## Экономика
Экономика сельского поселения Прималкинское представлена сельским хозяйством, лёгкой промышленностью и торговлей.
На территории поселения функционируют предприятия местного значения: 
- ОАО «Прохладненский районный «Водоканал»
- ООО СХПК «ЮХАС»
- ООО «Велес-Агро»
- ООО СХП «Элита»
- ООО «Комбикормовый завод»
- ООО «Агропродукт»
- ООО «Нео сервис»
- ООО «Авик»
- ООО «Грик»
- ООО «Дисконт»
- ООО «Кондор»

Благодаря предгорной чернозёмной почве высоко развито растениеводство, которая и играет ключевую роль в экономике сельского поселения.